# اتاق ۱۰۱
اتاق ۱۰۱ مکانی خیالی در رمان تمامیت‌خواه‌گریزانهٔ ۱۹۸۴ اثر جورج اورول است. این اتاق که در زندانی متعلق یا واقع در خود وزارت عشق است، کابوس کسانی است که مخالف حزب بوده یا برای حزب خطرناک تشخیص داده شده‌اند؛ زیرا در این اتاق هر کس توسط وحشتناک‌ترین ترس درونی خود شکنجه داده می‌شود. این اتاق اشاره‌ای به نحوهٔ شکنجه و شستشوی فکری مخالفان در حکومت‌های تمامیت‌خواه و کمونیست است.
تو یکبار از من پرسیده بودی چه چیزی در اتاق ۱۰۱ وجود دارد و من در پاسخ گفتم شما خود از پیش می‌دانید که پاسخ چیست. همه می‌دانند. چیزی که در اتاق ۱۰۱ است بدترین چیز دنیاست — ابراین